# الرباط (مالطا)
الرباط (بالإنجليزية: Victoria, Gozo)‏ هي بلدية في مالطا، تتبع غودش، بلغ عدد سكانها 6٬901  نسمة، في 2014، تبلغ مساحتها 2٫9 كيلومتر مربع.

## مدن توأم
المدن التوأم:
- جيبوتي
- نيكيلينو.